# François-Antoine de Hohenzollern-Haigerloch
François-Antoine de Hohenzollern-Haigerloch, (en allemand Franz Anton von Hohenzollern-Haigerloch), est né à Sigmaringen le 5 décembre 1657; il est tué à la bataille de Friedlingen, près de Huningue le 14 octobre 1702.
Il est prince de Hohenzollern-Sigmaringen et comte de Haigerloch de 1681 à 1702.

## Famille
Il est le troisième fils survivant et le dernier des dix-neuf enfants de Meinrad Ier de Hohenzollern-Sigmaringen et de Marie comtesse de Törring-Seefeld.

### Mariage et descendance
Le 5 février 1687, François-Antoine de Hohenzollern-Haigerloch épouse Marie Anne Eusèbe de Königsegg-Aulendorf (1670- Château de Stettenfels 23 octobre 1716), fille d'Antoine-Eusèbe, Comte de Königsegg-Aulendorf et de sa première épouse Dorothée Geneviève, comtesse Thunn von Castel Thunn.
Quatre enfants sont nés de cette union :
- Ferdinand-Léopold de Hohenzollern-Sigmaringen , comte de Hohenzollern-Haigerloch de 1702 à 1750 (Sigmaringen 4 décembre 1692 - Châteaux d'Augustusburg et de Falkenlust 23 juillet 1750), célibataire.

- Anne (Maria Anna Theresia) de Hohenzollern-Haigerloch (Sigmaringen 13 mars 1694 - 28 février 1732), laquelle épouse à Haigerloch le 17 octobre 1714 Ludwig Xaver Fugger, comte zu Kirchberg und Weissenhorn (Neuburg an der Donau 18 mars 1688 - Stettenfels 28 février 1746[4], inhumé à Sontheim). Sept enfants (nés entre 1716 et 1730) sont issus de cette union.

- Françoise (Maria Franziska) de Hohenzollern-Haigerloch (Haigerloch 22 février 1697 - Immenstadt 29 mars 1767), laquelle épouse le 24 juin 1720 Hugo Franz Sigismund, comte von Königsegg-Rothenfels (octobre 1698 - Immenstadt 25 janvier 1772). Neuf enfants (nés entre 1721 et 1734)  sont issus de cette union[5].

- François-Christophe-Antoine de Hohenzollern-Sigmaringen, comte de Hohenzollern-Haigerloch de 1750 à 1767 (Haigerloch 16 janvier 1699 - Cologne 23 janvier 1767), célibataire.

François-Antoine de Hohenzollern-Haigerloch, Feldmarschalleutnant au service du Saint-Empire romain germanique, est tué le 14 octobre 1702 à la bataille de Friedlingen, situé en territoire allemand entre Weil am Rhein (Allemagne) et le fort de Huningue (France). À sa mort, son fils aîné Ferdinand-Léopold lui succède. À la mort de ce dernier, François-Christophe-Antoine de Hohenzollern-Sigmaringen succède à son frère aîné en 1750. 
Cette lignée s'éteint en 1767, à la mort de François-Christophe-Antoine de Hohenzollern-Sigmaringen. Le comté de Haigerloch est alors définitivement intégré à la principauté de Sigmaringen.

## Généalogie
François-Antoine de Hohenzollern-Haigerloch appartient à la lignée de Hohenzollern-Sigmaringen issue de la quatrième branche, elle-même issue de la première branche de la Maison de Hohenzollern. Cette lignée appartient à la branche souabe de la dynastie de Hohenzollern.